# Astyanax (genre)
Pour les articles homonymes, voir Astyanax (homonymie).
Genre
Synonymes
- Anoptichthys Hubbs & Innes, 1936
- Bertoniolus Fowler, 1918
- Bramocharax Gill, 1877[1]
- Evenichthys Whitley, 1935
- Poecilurichthys Gill, 1858
- Psalidodon Eigenmann, 1911
- Zygogaster Eigenmann, 1913

Astyanax est un genre américain de poissons d'eau douce, saumâtre ou de mer de la famille des Characidae.

## Liste des espèces
Selon World Register of Marine Species (18 avril 2024) :
- Astyanax abramis (Jenyns, 1842)
- Astyanax acatlanensis Schmitter-Soto, 2017
- Astyanax aeneus (Günther, 1860)
- Astyanax altior Hubbs, 1936
- Astyanax altiparanae Garutti & Britski, 2000
- Astyanax anai Angulo, Santos, López, Langeani & McMahan, 2018
- Astyanax angustifrons (Regan, 1908)
- Astyanax aramburui Protogino, Miquelarena & López, 2006
- Astyanax argyrimarginatus Garutti, 1999
- Astyanax asuncionensis Géry, 1972
- Astyanax atratoensis Eigenmann, 1907
- Astyanax aurocaudatus Eigenmann, 1913
- Astyanax bacalarensis Schmitter-Soto, 2017
- Astyanax bagual Bertaco & Vigo, 2015
- Astyanax baileyi (Rosen, 1972)
- Astyanax belizianus (Bocourt, 1868)
- Astyanax bimaculatus (Linnaeus, 1758)
- Astyanax biotae Castro & Vari, 2004
- Astyanax boliviensis Ruiz-C., Román-Valencia, Taphorn, Buckup & Ortega, 2018
- Astyanax bourgeti Eigenmann, 1908
- Astyanax brachypterygium Bertaco & Malabarba, 2001
- Astyanax bransfordii (Gill, 1877)
- Astyanax brevimanus (Günther, 1864)
- Astyanax brevirhinus Eigenmann, 1908
- Astyanax brucutu Zanata, Lima, Di Dario & Gerhard, 2017
- Astyanax caballeroi (Contreras-Balderas & Rivera-Teillery, 1985)
- Astyanax caucanus (Steindachner, 1879)
- Astyanax chaparae Fowler, 1943
- Astyanax clavitaeniatus Garutti, 2003
- Astyanax cocibolca Bussing, 2008
- Astyanax cordovae (Günther, 1880)
- Astyanax courensis Bertaco, Carvalho & Jerep, 2010
- Astyanax cremnobates Bertaco & Malabarba, 2001
- Astyanax cubilhuitz Schmitter-Soto, 2017
- Astyanax depressirostris Miranda Ribeiro, 1908
- Astyanax dissimilis Garavello & Sampaio, 2010
- Astyanax dnophos Lima & Zuanon, 2004
- Astyanax dolinae da Graça, Oliveira, Lima, da Silva & Fernandes, 2017
- Astyanax dorioni (Rosen, 1970)
- Astyanax douradilho Bertaco, 2014
- Astyanax elachylepis Bertaco & Lucinda, 2005
- Astyanax embera Ruiz-C., Román-Valencia, Taphorn, Buckup & Ortega, 2018
- Astyanax epiagos Zanata & Camelier, 2008
- Astyanax eremus Ingenito & Duboc, 2014
- Astyanax fasslii (Steindachner, 1915)
- Astyanax filiferus (Eigenmann, 1913)
- Astyanax finitimus (Bocourt, 1868)
- Astyanax gandhiae Ruiz-C., Román-Valencia, Taphorn, Buckup & Ortega, 2018
- Astyanax gisleni Dahl, 1943
- Astyanax goyacensis Eigenmann, 1908
- Astyanax goyanensis (Miranda Ribeiro, 1944)
- Astyanax gracilior Eigenmann, 1908
- Astyanax guaricana Oliveira, Abilhoa & Pavanelli, 2013
- Astyanax henseli de Melo & Buckup, 2006
- Astyanax integer Myers, 1930
- Astyanax jacobinae Zanata & Camelier, 2008
- Astyanax jacuhiensis (Cope, 1894)
- Astyanax jenynsii (Steindachner, 1877)
- Astyanax joaovitori Oliveira, Pavanelli & Bertaco, 2017
- Astyanax jordanensis Vera Alcaraz, Pavanelli & Bertaco, 2009
- Astyanax jordani (Hubbs & Innes, 1936)
- Astyanax kennedyi Géry, 1964
- Astyanax keronolepis Silva, Malabarba & Malabarba, 2019
- Astyanax kompi Hildebrand, 1938
- Astyanax kullanderi Costa, 1995
- Astyanax lacustris (Lütken, 1875)
- Astyanax laticeps (Cope, 1894)
- Astyanax leopoldi Géry, Planquette & Le Bail, 1988
- Astyanax lineatus (Perugia, 1891)
- Astyanax longior (Cope, 1878)
- Astyanax longirhinus Garavello & Sampaio, 2010
- Astyanax lorien Zanata, Burger & Camelier, 2018
- Astyanax macal Schmitter-Soto, 2017
- Astyanax maculisquamis Garutti & Britski, 1997
- Astyanax rupununi Fowler, 1914
- Astyanax saltor Travassos, 1960
- Astyanax salvatoris Valdez-Moreno, Lozano-Vilano & Schmitter-Soto, 2017
- Astyanax scabripinnis (Jenyns, 1842)
- Astyanax scintillans Myers, 1928
- Astyanax serratus Garavello & Sampaio, 2010
- Astyanax siapae Garutti, 2003
- Astyanax sincora Burger, Carvalho & Zanata, 2019
- Astyanax stilbe (Cope, 1870)
- Astyanax superbus Myers, 1942
- Astyanax symmetricus Eigenmann, 1908
- Astyanax tamiahua Schmitter-Soto, 2017
- Astyanax taurorum Lucena, Zaluski & Lucena, 2017
- Astyanax tehuacanensis Schmitter-Soto, 2017
- Astyanax totae Ferreira Haluch & Abilhoa, 2005
- Astyanax trierythropterus Godoy, 1970
- Astyanax turmalinensis Triques, Vono & Caiafa, 2003
- Astyanax unitaeniatus Garutti, 1998
- Astyanax utiariti Bertaco & Garutti, 2007
- Astyanax validus Géry, Planquette & Le Bail, 1991
- Astyanax varii Zanata, Burger, Vita & Camelier, 2019
- Astyanax varzeae Abilhoa & Duboc, 2007
- Astyanax venezuelae Schultz, 1944
- Astyanax vermilion Zanata & Camelier, 2009
- Astyanax villwocki Zarske & Géry, 1999
- Astyanax yariguies (Torres-Mejia, Hernández & Senechal, 2012)
- Astyanax zonatus Eigenmann, 1908

## Taxonomie
Le nom valide complet (avec auteur) de ce taxon est Astyanax Baird & Girard, 1854.
Astyanax a pour synonymes :
- Anoptichthys Hubbs & Innes, 1936[2]
- Astianax graphie incorrecte[2]
- Bertoniolus Fowler, 1918[2]
- Zygogaster Eigenmann, 1913[2]

### Étymologie
Le nom générique, Astyanax, du grec ancien Ἀστυάναξ, Astuánax, « qui règne sur la ville », en rapport avec Astyanax, le guerrier de la mythologie grecque, n'a pas d'explication avérée mais pourrait faire référence aux larges écailles de l'espèce Astyanax argentatus pouvant évoquer une armure. À noter que cette espèce est désormais considérée comme synonyme d’Astyanax mexicanus.

### Publication originale
- (en) S. F. Baird et C. F. Girard, « Descriptions of new species of fishes collected in Texas, New Mexico and Sonora, by Mr. John H. Clark, on the U. S. and Mexican Boundary Survey, and in Texas by Capt. Stewart Van Vliet, U. S. A. », Proceedings of the Academy of Natural Sciences of Philadelphia, 1854, vol. 7, p. 24-29 (lire en ligne)